# Rhenanida
Ordre
Famille
Les Rhenanida sont un ordre fossile de  placodermes comprenant la seule et unique famille des Asterosteidae, un des premiers ordres de poissons à posséder une mâchoire. Leur corps était aplati comme celui des raies, ce qui montre une convergence évolutive.

## Liste de genres
- Famille des Asterosteidae :
  -  ?Ohioaspis †
  - Asterosteus †
  - Nefudina †
  - Gemuendina †
  - Jagorina †
  - Bolivosteus †